# Coniochlorops incisa
Coniochlorops incisa är en tvåvingeart som först beskrevs av Meijere 1910.  Coniochlorops incisa ingår i släktet Coniochlorops och familjen fritflugor. Inga underarter finns listade i Catalogue of Life.